# Plaquettes DIEM
Les plaquettes DIEM ou plaquettes de dépôt permettent de mesurer les retombées atmosphériques sèches selon la Norme NF X 43-007. Elles sont constituées de plaques minces en aluminium (ou acier inoxydable) de 5 cm par 10 cm recouvertes d'un film de corps gras qui retient les poussières sédimentables sèches.

## Utilisation
Les poussières sédimentables sont recueillies à l'aide de plaquettes, généralement placés sur des supports à une certaine hauteur du sol de façon à éviter que les poussières du sol, soulevées par les vents, ne viennent également s'y déposer. Après exposition pendant 1 ou 2 semaines (maximum pour éviter le lessivage par les intempéries), les plaquettes sont envoyées en laboratoire où les particules sont récupérées après séparation d'avec le corps gras dans un solvant. On détermine la masse des particules, et on effectue des analyses chimiques éventuelles.
Ces appareils sont utilisés pour diverses mesurent de la qualité de l'air dont les poussières en milieux urbains, près des installations industrielles, etc.

### Inconvénients
Le principal inconvénient de l'utilisation de ce système vient du fait que les plaquettes subissent également l'action des intempéries : lessivage par la pluie, neutralisation par le givre ou la neige, et également le masquage par les chutes de feuilles ou autres dépôts. Des appareils automatiques peuvent fournir une mesure équivalente et continue.